# Xã Thorp, Quận Clark, Nam Dakota
Xã Thorp (tiếng Anh: Thorp Township) là một xã thuộc quận Clark, tiểu bang Nam Dakota, Hoa Kỳ. Năm 2010, dân số của xã này là 46 người.